# انباج
انباج یکی از روستاهای دهستان لواسان کوچک بخش لواسانات در شهرستان شمیرانات استان تهران ایران است. این آبادی سردسیر و کوهستانی است و از رودخانه افجه مشروب میگردد. شش هکتار باغ و قلمستان دارد و محصولش گندم و بن شن و سیب و آلو ست و شغل مردم محلی در آن زراعت است. این روستا در فاصله سه کیلومتری از شمال خاور شهر لواسان مرکز بخش لواسانات قرار دارد همچنین تپه های به شکل بتن با اسم‌مستعار کانکریت جزو زیبایی در این منطقه میباشد.
صاحب طرائق الحقایق در باب آن چنین نوشته است: (( و از خصائص انباج می گویند آنستکه عدد رجال اصلی آن از سی نفر تجاوز نمی‌نماید ، و اگر طفلی ذکور از آن‌ها بالغ گردد که برافزاید فوراً دیگری بمیرد و دیگر آنکه در آنجا چشمه آب قلیلی است کناره ی دره نامش آبک بر وزن آهک که اگر برای رفع بعضی امراض حاره بدن را با آن بشویند نافذ است؛ دیگر گویند در سنوات ماضیه(در گذشته) تاکنون امراض عامه از قبیل وبا و طاعون در آن قریه دیده نشده است )).

## جمعیت
جمعیت این روستا بر اساس سرشماری سال ۱۳۸۵ حدود ۴۱۱ نفر در ۱۱۳ خانوار بوده‌است که قطعاً تاکنون افزایش یافته‌است.

## زبان
زبان رایج در روستای انباج تاتی است.